# Tóásó Pál
Tóásó Pál (Pest, 1870. március 1. – Budapest, 1927. szeptember 3.) magyar építész. Középületeket tervezett, számos terve nem került megvalósításra.

## Élete
A századfordulón működött, elsősorban bírósági épületek alkotójaként ismerték.

## Családja
Tóásó Pál asztalos és Szokor Ágnes fia.
Első házastársát, Kuczik Margitot (1875–1918) Debrecenben vette nőül. Második felesége Szmicskó Ágota (1879–1927) volt, akivel 1919. január 11-én Budapesten kötött házasságot.
Gyermekei: Tóásó Pál (1904–?) építész, Tóásó Dezső (1909–?).

## Ismert épületeinek listája
- 1896. Szatmári törvénykezési palota (Wagner Gyulával)[7]
- 1897–1899. Gyulai törvénykezési palota (Wagner Gyulával)[7]
- 1900 k.: villa saját részre, Budapest, Bosnyák utca 1/b[8][9]
- 1905. Huszártanya, Cegléd[10]
- 1908. Ceglédi Járásbíróság[11]
- 1908. Monori Városi Bíróság[12]
- 1910: Kereskedelmi és Iparbank, Nagykároly (Magyar Vilmossal közösen)[13]
- 1911–1914. Árpád téri református templom, Debrecen[14][15]
- 1912–1913. Gyöngyösi Járásbíróság palotája[16]
- 1927. lakóépület, Budapest, Hattyú utca 8/A[17]

Tóásó nevéhez fűződik 1910-ben a budapesti Wellisch-bérház (II. ker., Frankel Leó utca 10., Henger utca 9.) homlokzatának átalakítása is.

### Tervben maradt pályázatai
20-nál több alkalommal vett részt tervpályázatokon.  Ismertek ezek közül:
- 1906: református templom, Dés[20]
- 1907: Erzsébetvárosi Igazságügyi Palota, Budapest[21]
- 1910: Pest Vidéki Törvényszék, Budapest[22]
- 1910: Törvényszék és Fogház, Trencsén[23]
- 1910: Fasori református templom (Budapest, Városligeti fasor 5, 1071) [23][24]
- 1911: zentai városház[25][26]
- munkácsi városház[27]
- marosvásárhelyi városház[28]
- kiskunfélegyházi városház[29]
- gyulafehérvári törvényszéki palota[30]

Ezek azonban nem valósultak meg.

## Képtár

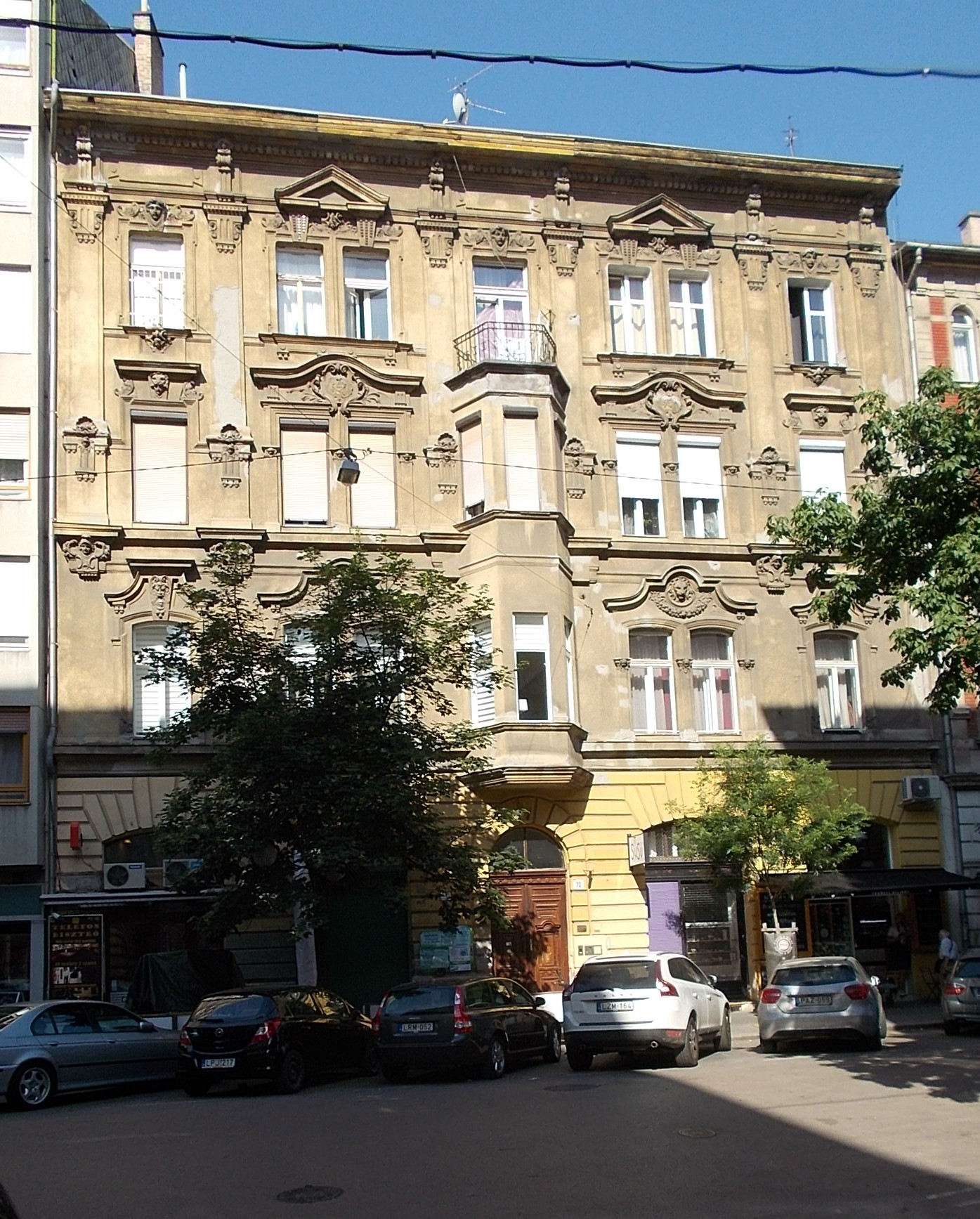
A Tóásó Pál által átalakított budapesti Wellisch-bérház
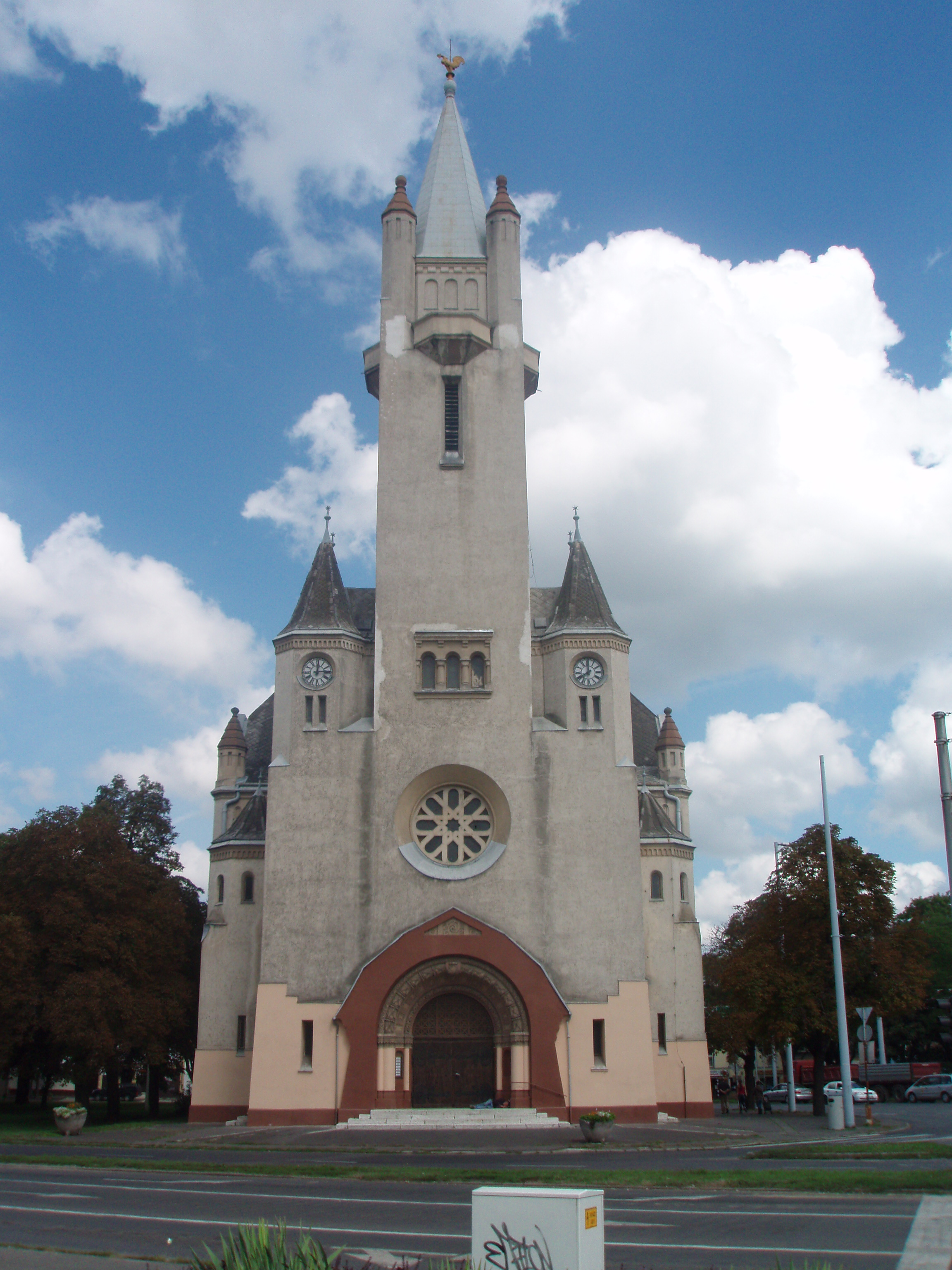
Árpád téri református templom, Debrecen
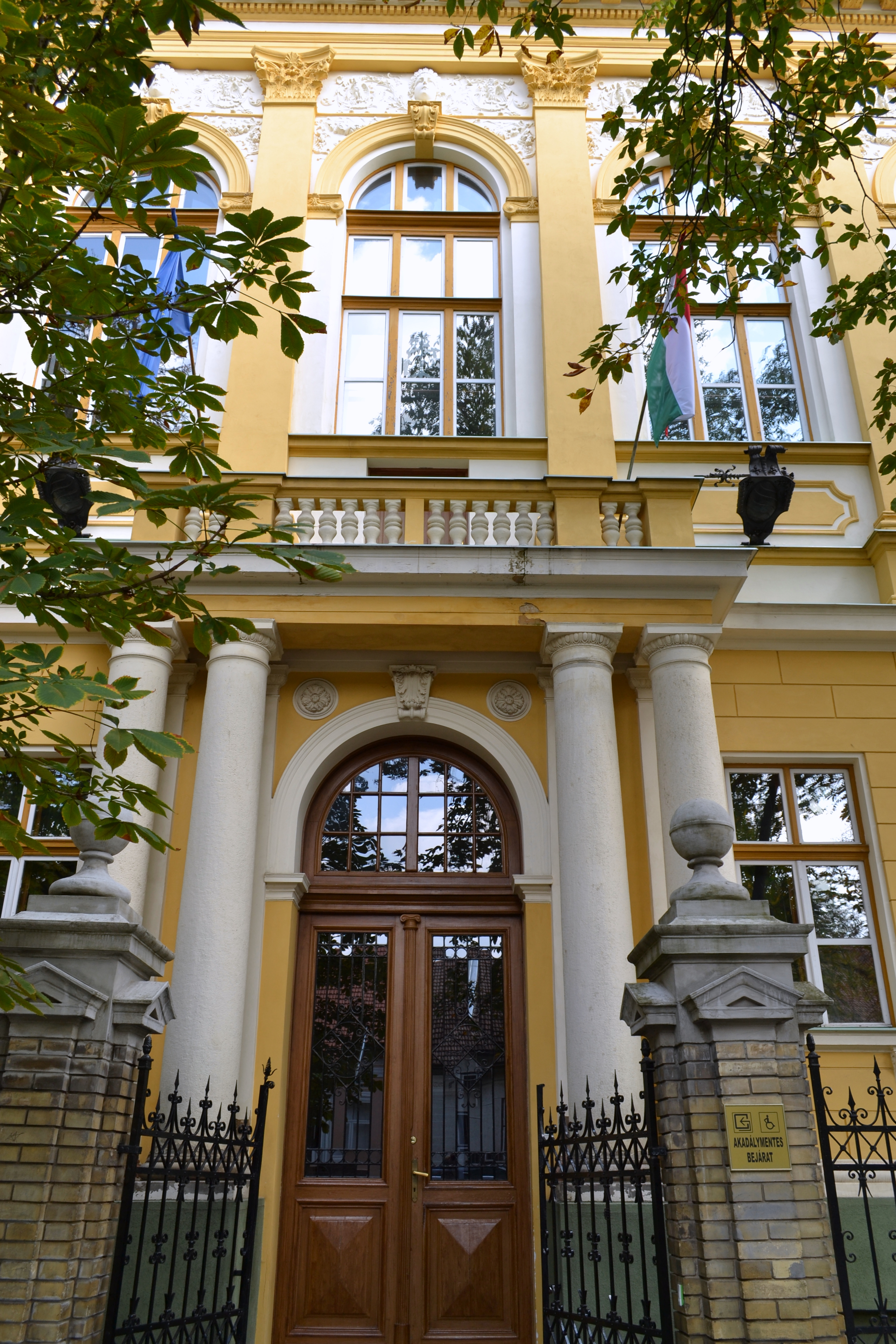
Gyulai Törvényszék, homlokzat
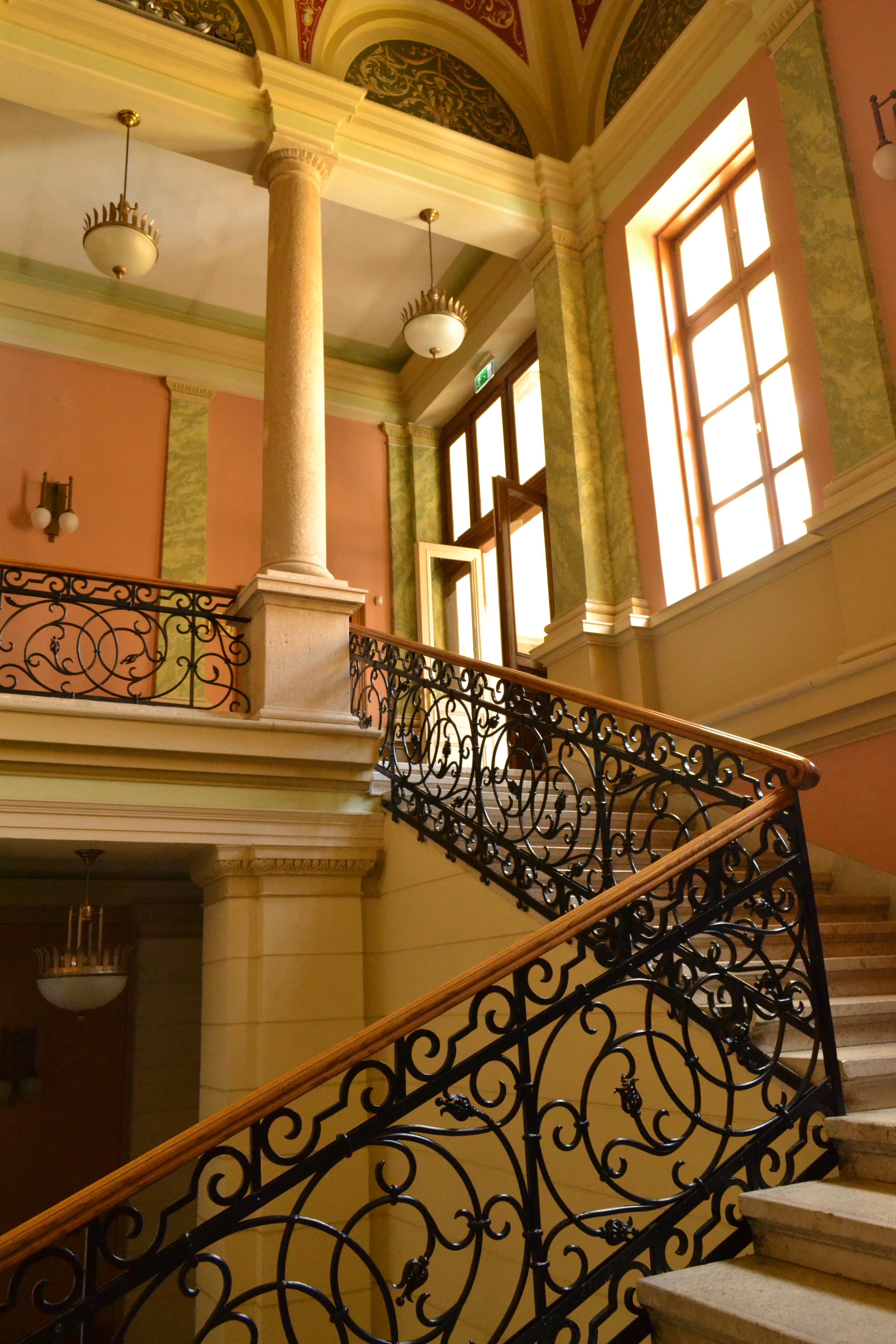
Gyulai Törvényszék, lépcsőház
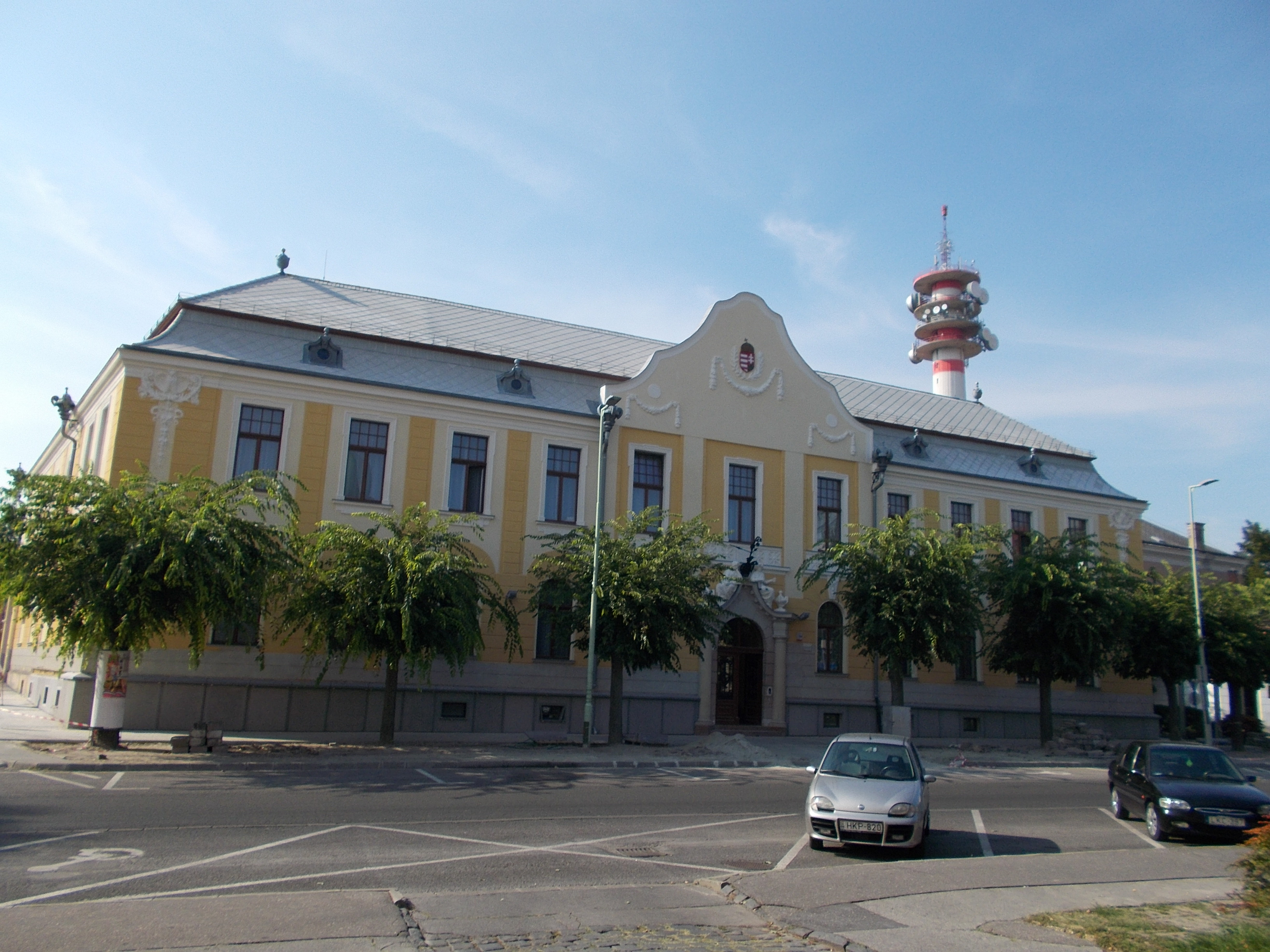
Ceglédi Járásbíróság
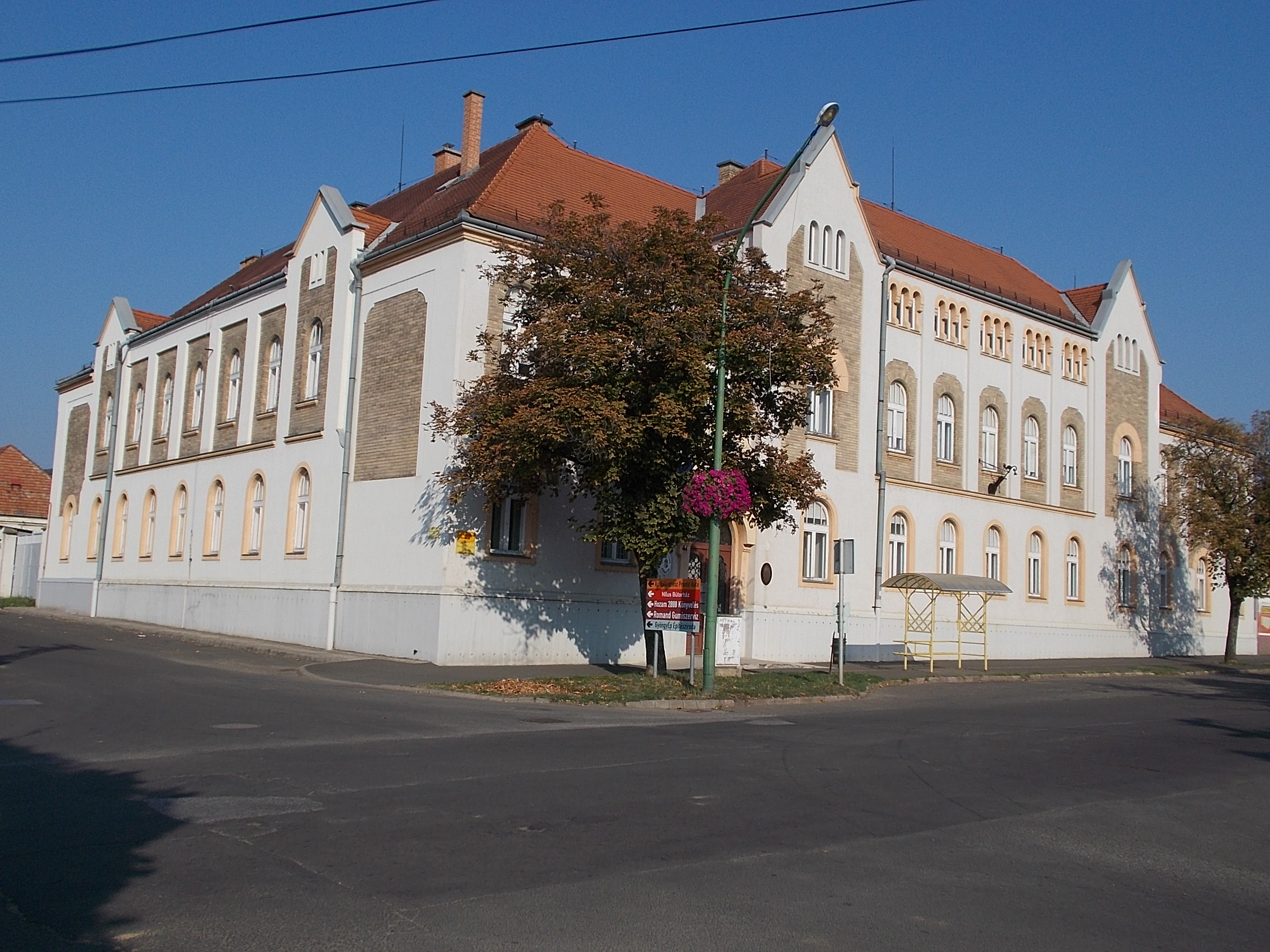
Gyöngyösi Járásbíróság

## Egyéb hivatkozások
- https://cegledipanorama.hu/2013-07-11/toaso-pal-nagyot-almodott/